# Edward Mansvelt
Edward Mansvelt (o Mansfield; fl. XVII secolo) è stato un pirata olandese attivo nel Mar dei Caraibi. 
Era il capo non ufficiale dell’associazione di bucanieri nota come “Fratellanza della Costa” e capitano del celebre Henry Morgan, che assunse la sua posizione dopo la sua morte.

## Biografia
Delle origini di Edward Mansvelt non si sa quasi nulla. Comunemente si ritiene fosse nativo della colonia olandese di Curaçao, ma un’altra teoria lo vuole invece inglese.
Nel 1659 Mansvelt ottenne una lettera di corsa da Edward D’Oyley, il governatore inglese di Port Royal. Usando quindi come base la Giamaica, prese a razziare navi e insediamenti delle colonie spagnole nel Nuovo Mondo, arrivando fino al Pacifico.
Nel 1663 l’ammiraglio e corsaro inglese Sir Christopher Myngs organizzò un attacco alla città spagnola di Campeche, cui presero parte circa 1.400 bucanieri su 14 navi. La strategia prevedeva di distrarre le forze spagnole simulando un attacco via mare con le navi, mentre il grosso dei bucanieri, sbarcato di nascosto, aggrediva le fortificazioni difensive via terra. Myngs rimase ferito durante il combattimento, al ché Edward Mansvelt assunse il comando della truppa e la condusse alla vittoria, negoziando le condizioni di resa con gli spagnoli. Il successo dell’impresa fu replicato negli anni successivi, in cui Mansvelt saccheggiò altri insediamenti costieri, impiegando la medesima strategia usata a Campeche.
Nel 1665 il nuovo governatore di Port Royal, Sir Thomas Modyford, incaricò Mansvelt di prendere di mira la colonia olandese di Curaçao, ma i suoi uomini si rifiutarono, forse perché olandesi essi stessi o perché ritenevano l’obiettivo poco lucrativo. Così nel 1666 Mansvelt, a capo di una flotta tra 10 e 15 navi, lasciò la Giamaica e attaccò Granada e l’isola di Santa Catalina. Non riuscì a raggiungere però il suo vero obiettivo, la città di Cartago, a causa della resistenza che incontrò a Turrialba. Molti dei suoi uomini allora lo abbandonarono e fecero ritorno in Giamaica o a Tortuga. Mansvelt però non demorse e attaccò l’arcipelago di San Andrés, Providencia e Santa Catalina. Il suo piano era stabilirvi una nuova base pirata per future scorrerie. Non ottenne tuttavia sostegni dal governatore di Giamaica e il progetto naufragò. Di lì a poco Edward Mansvelt morì improvvisamente a causa di una malattia oppure, secondo un’altra versione, fu catturato dagli spagnoli e giustiziato a Portobelo.